# Ligia Grozav
Ligia Grozav (ur. 26 stycznia 1994) – rumuńska lekkoatletka specjalizująca się w skoku wzwyż.
W 2011 zdobyła złoty medal i tytuł mistrzyni świata juniorek młodszych oraz wywalczyła brąz olimpijskiego europejskiego festiwalu młodzieży. 
Rekordy życiowe: stadion – 1,87 (8 lipca 2011, Lille Metropole); hala – 1,85 (16 lutego 2013, Bukareszt). 

## Osiągnięcia
| Rok  | Impreza                               | Miejsce         | Pozycja    | Wynik |
| ---- | ------------------------------------- | --------------- | ---------- | ----- |
| 2011 | Mistrzostwa świata juniorów młodszych | Lille Metropole | 1. miejsce | 1,87  |
| 2011 | Letni europejski festiwal młodzieży   | Trabzon         | 3. miejsce | 1,79  |
| 2013 | Mistrzostwa Europy juniorów           | Rieti           | 7. miejsce | 1,81  |